# Jamiroquai
Jamiroquai es un grupo británico de funk y acid jazz que incluye matices de música disco y sonoridades de electrónica. Fue formado en 1992 por su líder, el cantante Jason "Jay" Kay, junto a Toby Smith (teclados), Stuart Zender (bajo), Nick Van Gelder (batería) y Wallis Buchanan (didgeridoo). Con el tiempo, la banda ha sufrido numerosos cambios, tanto es así que con la excepción de Jason Kay ninguno de los integrantes originales permanece en el grupo en la actualidad.
Nacido en Londres, Jamiroquai fue uno de los principales grupos de referencia en el panorama funk internacional, a la cabeza del movimiento denominado acid jazz, en el que militaban bandas como Brand New Heavies, Incognito, Galliano y Corduroy. Desde su primer disco grabado en 1992, Jamiroquai supuso una actualización y puesta al día del funk en los años noventa del siglo XX.
El nombre "Jamiroquai" surge de la unión del nombre de la tribu indígena norteamericana de los iroqueses, con la cual Kay dice identificarse mentalmente, y el término Jam, proveniente de la palabra jamming, improvisación musical. Entre otras cosas, la banda ha logrado vender más de cuarenta millones de álbumes en todo el mundo y ha ganado numerosos premios como el Grammy, Brit award y MTV Video Music Award

## Historia

### Inicios:Emergency on Planet EarthyThe Return of the Space Cowboy
Habiendo sido rechazado en una audición como cantante de la banda Brand New Heavies, Jay Kay decidía formar su propia banda, ya con el nombre de Jamiroquai. Su primer sencillo, «When You Gonna Learn?», fue grabado en 1989 y salió al mercado en 1992 con el sello Acid Jazz, propiedad de Eddie Piller.
A partir del éxito de este sencillo, la banda firmó un contrato con la discográfica Sony BMG Music Entertainment para grabar ocho álbumes por un millón de libras esterlinas. Al poco tiempo lanzaban su primer disco, Emergency on Planet Earth, grabado en 1993. Las letras de contenido social combinadas con los ritmos pop, funk, samba y acid jazz generaron un éxito inmediato, llegando al primer lugar de las listas de ventas en el Reino Unido durante tres semanas seguidas. Incluía canciones como la antes mencionada «When You Gonna Learn?», «Emergency on Planet Earth», «Blow Your Mind» y «Too Young To Die». Este último fue el primer sencillo en llegar al top 10 de los más vendidos en el Reino Unido.

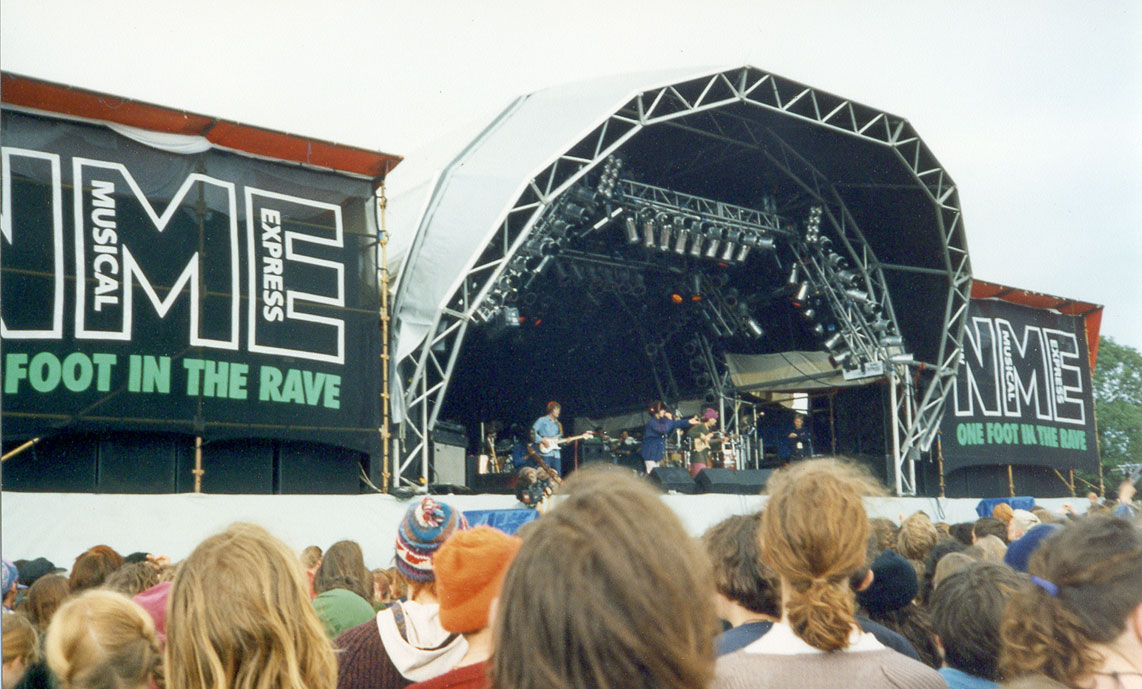
Jamiroquai en el festival de Glastonbury de 1993.

Después del éxito del primer disco, en 1994 sale al mercado The Return of the Space Cowboy, con un sonido más funk y acid jazz, abandonando un tanto la música instrumental, y con letras del mismo estilo de su disco anterior. Contiene temas como «Space Cowboy», canción polémica que fue censurada en Inglaterra por, supuestamente, hacer apología del consumo de cannabis. Otros temas incluidos eran «Stillness in Time» y «Half The Man», con un videoclip muy sencillo, «Scam», de contenido social, o «Just Another Story». El disco obtuvo tanto éxito como el anterior, pero no llegó al primer lugar en ventas en el Reino Unido, quedándose en el segundo.

### La era dorada:Travelling Without MovingySynkronized

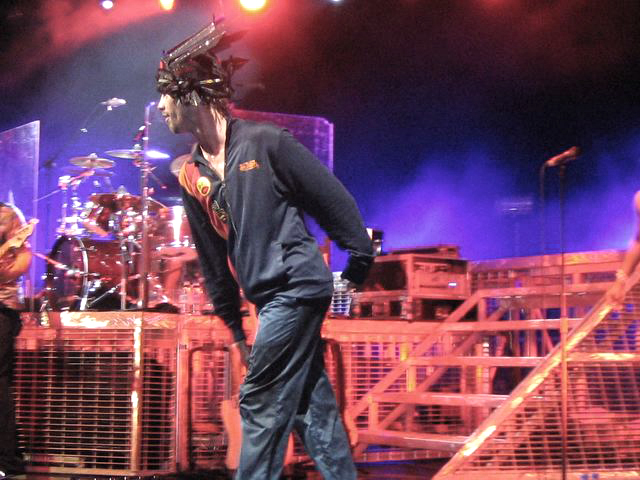
Jamiroquai en concierto.

La llegada al gran público y la fama mundial la obtienen con su tercer álbum Travelling Without Moving (1996), el disco más vendido de la banda, y el disco de funk más vendido en la historia de la música según el Guinness World Records con doce millones de copias en todo el mundo. También es el último disco grabado con el bajista Stuart Zender.
El álbum generó dos éxitos : «Virtual Insanity», canción que abre el disco y «Cosmic Girl», una de las cumbres del acid Jazz. También contiene otros temas como Travelling Without Moving, o «Alright», que la banda utilizó en su presentación en el programa humorístico estadounidense Saturday Night Live. El disco les abrió las puertas del mercado estadounidense, lo que se vio confirmado en 1997, cuando el sencillo «Virtual Insanity» obtuvo cuatro premios en los MTV Video Music Awards, entre ellos Mejor Video del Año y Mejor Cinematografía. El video también entró entre los 100 mejores videoclips de la historia de la cadena MTV. Travelling Without Moving es quizá el disco que ha dado mayor difusión al acid jazz.
Ese toque de acid jazz de los tres discos publicados era menos evidente en Synkronized de 1999, con una cierta orientación a sonidos similares a los ofrecidos por artistas como Stevie Wonder. Entra al bajo Nick Fyffe, lo que acentúa el lado funk del grupo. La banda empezó a usar la música electrónica, y sus letras abandonan, al menos en parte, la temática social, centrándose Jay Kay en sus recuerdos de juventud. Ello queda patente en letras como las de «Black Capricorn Day» y «Soul Education».
Synkronized incluía uno de los temas más conocidos de la banda, «Canned Heat», que ocupó el cuarto puesto entre los más vendidos del Reino Unido, y fue utilizado en las películas Center Stage (2000) y Napoleon Dynamite (2004). Otras canciones fueron «King for a day», con un estilo musical diferente al habitual de la banda, o «Falling» una melodía pop con un toque de jazz. Otro tema de este álbum utilizado en la banda sonora de una película fue «Deeper Underground», concretamente en la versión de 1998 de Godzilla; la canción llegó al número uno entre los sencillos británicos.

### Influencia funk:A Funk Odyssey,DynamiteyGreatest Hits

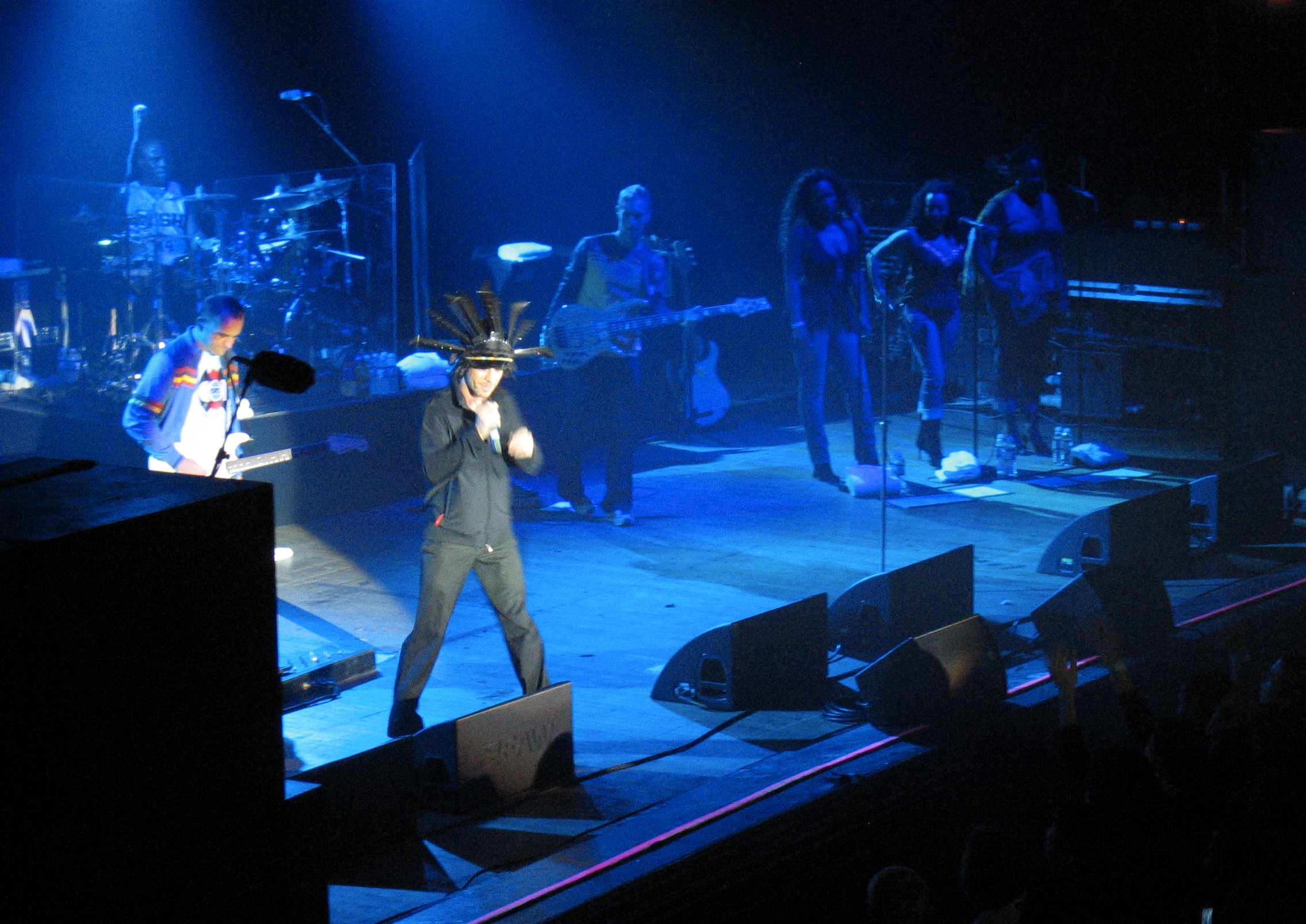
Jamiroquai en Chicago.

El interés de Jay Kay en el funk y en la música disco hizo que la banda cambiara un tanto su estilo inicial. La influencia de la música disco en su quinto álbum A Funk Odyssey (2001), es ya evidente. El álbum generó el sencillo «Little L» número uno en las listas mundiales, junto con otros temas que alcanzaron asimismo el reconocimiento , como «Love Foolosophy» o «You Give Me Something». El disco se abre con una canción electrónica, «Feels so Good».
Durante este periodo, después de más de 10 años, Toby Smith, deja la banda para estar más tiempo con su familia y buscar otras experiencias musicales.
Tras este período de éxito ininterrumpido, se produce el lanzamiento del su sexto álbum, Dynamite, en junio de 2005. Alcanzó el puesto 34.º en las listas británicas, obteniendo un moderado éxito a nivel mundial. El disco se caracteriza por su diversidad de ritmos, desde temas bailables como «(Don't) Give Hate A Chance», cortes con más toque de jazz como «Talullah». También en el disco, «Feels Just Like It Should» formó parte de la banda sonora del videojuego «FIFA 06» de EA Sports, una versión remix fue utilizada en la banda sonora de otro juego, «Need For Speed: Most Wanted». El disco tiene dos versiones, una normal (CD) y otra en DVD (DualDisc); la edición para Latinoamérica, Estados Unidos y algunos países de Europa contenía sólo once temas; las de Reino Unido y Japón contaban con una decimosegunda canción «(Time Won't Wait)». La edición japonesa incluye hasta una decimotercera canción, un remix de «Feels So Good» del disco A Funk Odyssey.

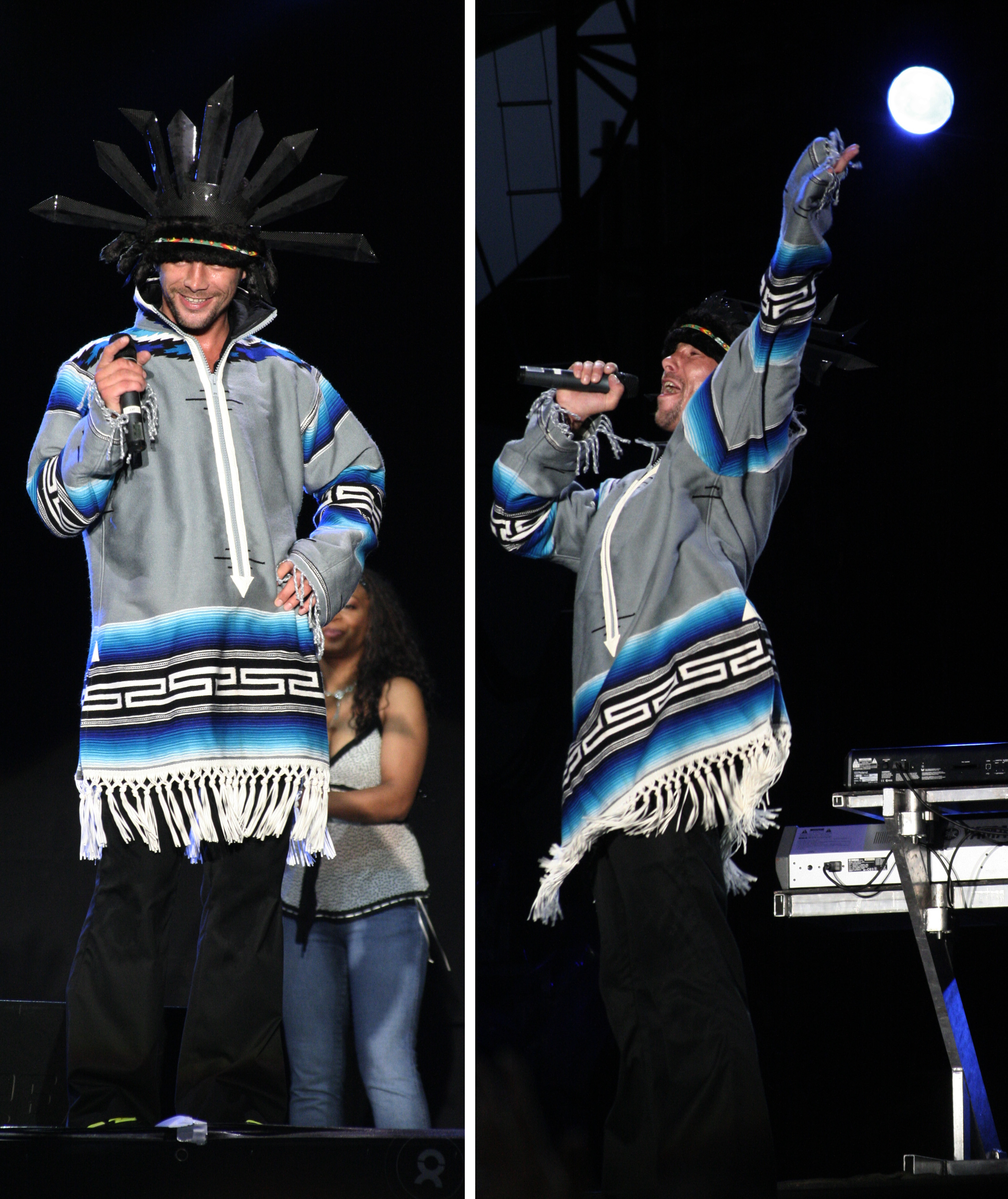
Jay Kay en concierto.

Jamiroquai editó su primer disco recopilatorio High Times: Singles 1992-2006 Greatest Hits, recogiendo los mejores temas de la banda desde su puesta en escena en 1993 más dos temas nuevos («Runaway» y «Radio»). El álbum incluye remixes además de todos los videoclips de la banda y logró vender más de un millón de copias en el mundo, lo que sumado a sus otros álbumes la banda, totalizaba más de veinticinco millones de unidades en todo el mundo hasta ese momento, sin contar la venta de DVD y sencillos.
En marzo de 2006, la banda anunció que dejaba su casa disquera Sony Music y firmaba un nuevo contrato con Columbia Records, una subsidiaria de Sony-BMG.

### Jay Kay vs. Sony
Jay Kay expresó su molestia hacia la casa discográfica Sony BMG Music Entertainment en 2006, en una entrevista en el Sydney Morning Herald. "Hoy en día el 18% es música y el 82% es publicidad de mierda". También afirmó que si volvía a hacer un nuevo álbum lo vendería vía internet por cinco dólares, y que el recopilatorio «High Times: Singles 1992-2006» había sido puesto a la venta por obligación contractual con la casa discográfica; él se había limitado a prestar su consentimiento y su imagen al lanzamiento. Se llegó a especular con la separación de Jay de Jamiroquai, desmentida por el propio cantante: el líder de la banda culpó a la prensa de malinterpretar sus palabras. Kay declaró: “Como siempre (los periodistas) lo tomaron de la forma equivocada para tener un titular barato. Todo lo que dije fue que nos tomaremos un tiempo para reacondicionar el estudio y que volveremos a hacer música en un par de meses. No hay ninguna posibilidad de que yo renuncie al negocio de la música. Ahora que finalicé el contrato con Sony/BMG, contamos con varias opciones a nuestra disposición; simplemente nos tomaremos tiempo para ver cuál es la correcta”.

### (2006-actualidad)Rock Dust Light Star, gira mundial (2010-2014), yAutomaton
Jay Kay anunció en 2009 la firma de un nuevo contrato con Universal Records, filial de Universal Music. Crecían los rumores acerca del nuevo álbum de Jamiroquai; Jason Kay declaró en abril de 2010 que tenían para el álbum cuarenta canciones inéditas. Después de numerosos rumores, en julio de 2010 se hizo público el nombre del disco Rock Dust Light Star, que saldría el 1 de noviembre de 2010, con el sencillo promocional «White Knuckle Ride», lanzado el 31 de agosto de 2010 en el programa de la BBC Radio 1. El primer sencillo oficial del disco, «Blue Skies» fue lanzado el 1 de noviembre. Los videos musicales de ambas canciones se estrenaron en el canal oficial de Youtube de la banda el 25 de septiembre de 2010.
El 1 de octubre de 2010, con el rediseño de la página web oficial de la banda se mostró un nuevo video de la banda grabando en el estudio. Se desvelaron varios títulos de sus canciones: "All Mixed Up In You", "I've Been Working" y "Super Highway", que hasta ahora son inéditas. Se grabaron un total de cuarenta canciones para el disco, quince de ellas serían lanzadas al mercado en diferentes formatos (CD, vinilo, versión japonesa, edición deluxe).El disco en líneas generales es variado en géneros , pero con una predominancia del soul jazz, con temas como Blue Skies, Never Gonna Be Another, Two Completely Different Things o el tema que el da nombre al álbum.
La promoción oficial del disco empezó el 7 de octubre de 2010 en México durante una conferencia de prensa donde Jay Kay, Derrick McKenzie, Sola Akingbola, Matt Johnson, Paul Turner y Rob Harris hicieron su aparición antes de los conciertos de Brasil y Colombia. También se trató el tema de una posible gira mundial en 2011 , que se realizó desde ese año hasta mediados de 2014. En 2011 se lanzó un sencillo llamado Smile , con una fuerte influencia funk y jazz.
Tras 7 años de silencio discográfico de la banda ,a fines de enero de 2017 la banda anuncio el lanzamiento del álbum "Automaton", con el lanzamiento de sencillo homónimo , que tiene una marcada influencia de electro funk, que a muchos fanes recordó los primeros trabajos de Daft Punk, también anunciaron después de mucho tiempo el fixture de conciertos que darán en Europa y Asia durante 2017.
El 10 de febrero lanzaron en YouTube y todas las plataformas de música streaming, el segundo sencillo del álbum titulado "Cloud 9", que recuerda a muchos de los éxitos de la banda en los 90, con un acento marcado en la música disco y el funk.
El álbum salió a la venta el 31 de marzo de 2017, llegando al número 1 en la lista de Billboard's Dance/Electronic.
Toby Smith, miembro fundador y ex tecladista de la banda quién participó en los primeros cinco álbumes de estudio, falleció el 11 de abril de 2017 a los 46 años.
En febrero de 2018 actuaron en el Festival de Viña del Mar 2018, y en julio de 2018 en el Starlite Festival de España.

## Discografía
Desde 1993 la banda ha lanzado ocho álbumes de estudio, un recopilatorio, y cuatro DVD, además de varios sencillos y bootlegs. Posee cinco discos de platino y dos de oro, siendo el más galardonado «Travelling Without Moving». Jamiroquai ha vendido más de treinta y un millones de discos de estudio en todo el mundo y posee cinco números uno en lista de ventas en Reino Unido y dos puestos número dos. Sus sencillos obtuvieron cinco números 1 en los U.S. Dance y un número 1 en la UK Singles Chart.
Álbumes de estudio
- Emergency on Planet Earth (1993)
- The Return of the Space Cowboy (1994)
- Travelling without Moving (1996)
- Synkronized (1999)
- A Funk Odyssey (2001)
- Dynamite (2005)
- Rock Dust Light Star (2010)
- Automaton (2017)

## Miembros

### Miembros actuales
- Jay Kay: cantante (1992-presente)

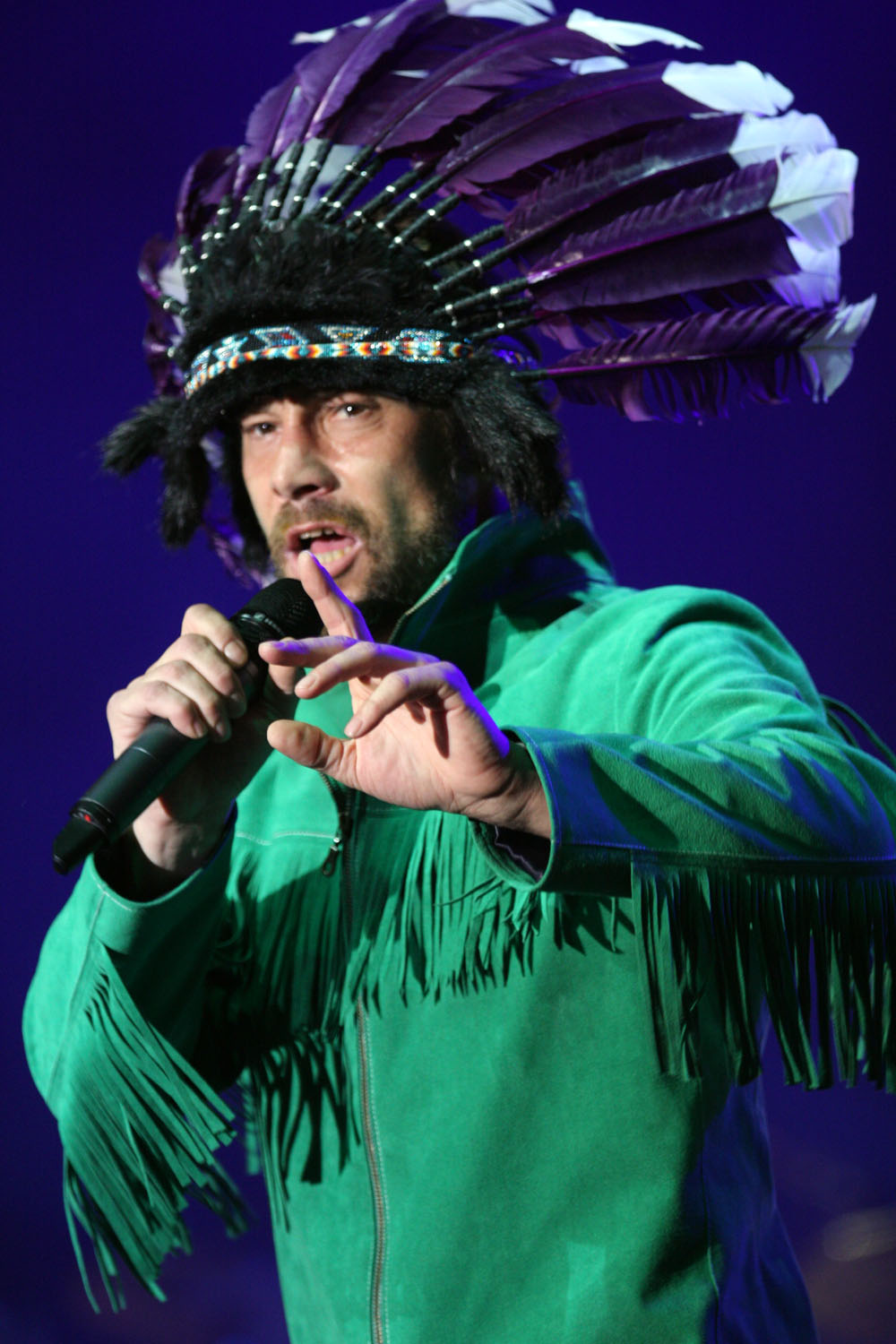
Jay Kay.

- Derrick McKenzie: batería (1994-presente)
- Sola Akingbola: percusión, coros (1994-presente)
- Rob Harris: guitarra (2000-presente)
- Matt Johnson: teclados (2002-presente)
- Paul Turner: bajo (2005-presente)
- Hazel Fernandes: coros (2001-presente)
- Valerie Etienne: coros (2001-presente)
- Elle Cato: coros (2017-presente)
- Nate Williams: teclados, guitarra (2017-presente)
- Howard Whiddett: Ableton (2017-presente)

### Miembros anteriores
- Toby Smith: teclados (1992-2002; fallecido en 2017)[14]
- Wallis Buchanan: didyeridú (1992-1999)
- Nick Tydman: bajo (1992)
- Simon Bartholomew: guitarra (1992)
- Nick Van Gelder: batería (1992-1993)
- Mike Smith: saxofón (1992-1998)
- Stuart Zender: bajo (1992-1998)
- Darren Galea a.k.a. DJ D-Zire: turntablism (1992-2001)
- Gavin Dodds: guitarra (1992-1994)
- Maurizio Ravalico: percusión (1992-1994)
- John Thirkell: trompeta, fliscorno (1992-1998)
- Gary Barnacle: saxofón, flauta (1992-1996)
- Glenn Nightingale: guitarra (1993)
- Dennis Rollins: trombón (1994-1998)
- Simon Katz: guitarra (1995-2000)
- Adrian Revell: saxofón, flauta (1998-2000)
- Chris Fidler: trombón (1998)
- Winston Rollins: trombón (1998-2000)
- Martin Shaw: trompeta, fliscorno (1998-2000)
- Nick Fyffe: bajo (1999-2003)
- Simon Carter: teclados (1999-2002)
- Richard Murphy: bajo (2005)
- James Russell: saxofón, flauta (2010-2014)
- Jim Corry: saxofón (2010-2014)
- Malcolm Strachan: trompeta (2010-2014)
- Beverley Knight: corista (2001)